# Municipio de Railroad
El municipio de Railroad (en inglés: Railroad Township) es un municipio ubicado en el condado de Starke en el estado estadounidense de Indiana. En el año 2010 tenía una población de 1226 habitantes y una densidad poblacional de 12,92 personas por km².

## Geografía
El municipio de Railroad se encuentra ubicado en las coordenadas 41°13′6″N 86°51′55″O / 41.21833, -86.86528. Según la Oficina del Censo de los Estados Unidos, el municipio tiene una superficie total de 94.92 km², de la cual 94,81 km² corresponden a tierra firme y (0,12 %) 0,11 km² es agua.

## Demografía
Según el censo de 2010, había 1226 personas residiendo en el municipio de Railroad. La densidad de población era de 12,92 hab./km². De los 1226 habitantes, el municipio de Railroad estaba compuesto por el 97,88 % blancos, el 0,16 % eran amerindios, el 0,41 % eran de otras razas y el 1,55 % eran de una mezcla de razas. Del total de la población el 1,88 % eran hispanos o latinos de cualquier raza.